# Master Chief
John-117, sub-oficial "Master Chief", é um personagem fictício, o protagonista do universo de Halo, criado pela Bungie. Master Chief é um personagem controlado pelo jogador nos jogos principais da série de ficção científica: Halo: Combat Evolved, Halo 2, Halo 3, Halo 4, Halo 5: Guardians e recentemente, Halo Infinite. Fora dos jogos, o personagem aparece nos romances Halo: The Fall of Reach, Halo: The Flood, Halo: First Strike e Halo: Uprising — e outras breves aparências noutra media relacionada com Halo, incluindo Halo: Reach, Halo: Ghosts of Onyx, The Halo Graphic Novel, Halo Legends e Halo 4: Forward Unto Dawn.
O personagem é, basicamente, o rosto da série Halo, podendo ser descrito como um supersoldado ciberneticamente aprimorado educado desde seis anos para ser uma arma de guerra, e quase nunca visto sem a sua armadura e capacete verde. É frequentemente referido pela sua categoria "Master Chief", ao invés do seu nome, que lhe é dada durante os eventos da primeira trilogia do universo de Halo, culminando no final do terceiro jogo quando John-117 é canonicamente promovido in absentia à patente de "Master Chief". Steve Downes, um DJ de Chicago, é quem dá a voz ao personagem nos jogos. Downes baseou a sua personificação do Chief como um personagem de poucas palavras, do tipo-Clint Eastwood.
Master Chief tornou-se um ícone dos jogos, um personagem relativamente novo entre outros mais estabelecidos, como Mario, Sonic the Hedgehog e Lara Croft. O personagem teve uma recepção geralmente positiva. Apesar de algumas publicações terem descrito a natureza silenciosa e sem rosto do personagem como um ponto negativo, outras afirmaram que esses atributos permitem ao jogador uma maior facilidade em assumir o seu papel.

## Design do personagem

Esboço de Master Chief criado por Shi Kai Wang para o jogo Halo: Combat Evolved

A tarefa de desenvolver Master Chief para a primeira aparição do personagem em Halo: Combat Evolved ficou nas mãos de Rob McLees e do diretor de arte do projeto, Marcus Lehto. Eventualmente, Shi Kai Wang foi contratado como artista para o concept art. Um dos esboços de Wang foi aceito e tornou-se a base para Master Chief; contudo, após o desenho de Wang ter sido convertido em um modelo 3D, foi decidido que o personagem parecia muito magro, "quase afeminado". Master Chief teve subsequentemente sua massa aumentada para a versão atualmente encontrada nos jogos. De forma similar, a armadura de Chief passou por diversas mudanças, como a adição de uma antena, que foi removida no desenvolvimento posterior, e um tom verde.
Em uma entrevista sobre criação de personagens de jogos eletrônicos criveis, Joseph Staten, da Bungie, afirmou que "Master Chief é o que realmente deu início à criatividade. Ele é um fuzileiro espacial numa armadura verde bastante legal". A perspectiva do personagem mudou quando o próprio jogo foi alterado de um jogo de estratégia em tempo real para um de tiro em primeira pessoa, mas Chief sempre foi imaginado como um soldado na parte final de uma longa e amarga guerra. Durante boa parte do desenvolvimento do jogo, o personagem não tinha nome. Os desenvolvedores levaram tempo considerando qual a patente e a qual força ele pertenceria. As patentes da marinha chamaram a atenção deles por ter nomes "diferentes" dos que eles já conheciam. "Master Chief" deveria ser um nome provisório até que um nome real fosse escolhido, mas o apelido permaneceu.
Steve Downes, que interpreta Master Chief, é  um DJ e dublador cuja única participação num jogo antes de Halo foi pequena, no videogame Septerra Core: Legacy of the Creator. Durante a produção de Halo, Martin O'Donnell, diretor de música da Bungie, recomendou Downes para o papel de Chief baseado em sua experiência trabalhando em Septerra. Downes nunca fez uma entrevista para o papel, descrevendo sua admissão como uma "chamada telefônica". Durante anos, Downes nunca apareceu nos eventos da Bungie ou da Microsoft e acredita que Master Chief não tem um rosto porque "[a identidade do personagem] está, na verdade, na percepção do jogador".

## Características

### Personalidade
Downes afirmou que sua dublagem para Master Chief foi baseada completamente na descrição escrita do personagem fornecida pela Bungie, que especificou um personagem semelhante aos de Clint Eastwood e de poucas palavras. Em uma entrevista em podcast, o ator disse que, durante as gravações, foi-lhe dada uma razoável margem criativa para desenvolver a personalidade de Chief. Nos três primeiros jogos, Master Chief nunca fala quando está sendo controlado pelo jogador, tornando-o quase um personagem silencioso. Mesmo durante as animações, Chief geralmente fala com moderação. Frank O'Connor, da Bungie, descreveu Chief como "tão quieto e tão invisível, que o jogador literalmente chega a fingir que é Chief. O jogador começa a assumir o papel e a aplicar sua própria personalidade". O artista de conceito Eddie Smith, da Bungie, descreveu Master Chief como "o profissional perfeito. Ele faz seu trabalho, vai embora, nem mesmo precisa salvar a garota, ele é tão legal que nem precisa dela". Apesar de Master Chief ser geralmente retratado como calmo, quieto e com ironia cínica, alguns avaliadores afirmaram que a representação de Eric Nylund do personagem em Halo: The Fall of Reach se desvia significativamente do que é visto nos jogos e em outras mídias. Por outro lado, o retrato de Chief de William C. Dietz em Halo: The Flood foi ocasionalmente criticado pelos fãs por ser uma versão excessivamente radical do modelo de Nylund.
Inicialmente, a própria existência do projeto SPARTAN e a existência de John eram consideradas informações confidenciais. Muitos entre o Comando Espacial das Nações Unidas (UNSC, na sigla em inglês), que estavam cientes desta informação, opinaram fortemente contra o projeto, ao passo que as unidades do SPARTAN provavam uma versatilidade elevada em relação a outras unidades estabelecidas. Como John provou-se o mais exemplar Spartan da unidade, ele tornou-se o alvo natural dos que eram contra o projeto. Antonio Silva, um oficial de uma unidade de elite (ODSTs), exemplifica esta atitude, e considera Master Chief o produto aberrante de um experimento que jamais deveria ser repetido. Apesar de Chief ressentir a desonra de Silva à memória de seus companheiros falecidos, ele é leal à cadeia de comando e permanece calado. Após o abandono parcial do projeto SPARTAN, os feitos heroicos de John provocaram um sentimento geral a seu favor. Apesar da personalidade de Chief, O'Connor disse, em uma entrevista, que revelar o rosto de Chief não é tão importante quanto revelar os eventos que o cercam.
Master Chief tem um relacionamento próximo com a inteligência artificial Cortana, que ele conhece logo antes da queda da colônia humana Reach, antes dos eventos de Combat Evolved. Cortana foi criada como um requisito do jogo para guiar o jogador pelas fases, mas tornou-se um aspecto importante para revelar a humanidade de Chief. "Com o passar do tempo, Cortana tornou-se uma personagem inteiramente desenvolvida, uma amiga e companheira para Chief, isso sem mencionar que ela é a única capaz de revelar brechas na sua armadura de cara durão", disse Staten. Os desenvolvedores também trabalharam na experiência do primeiro jogo para se focar no abandono e na solidão em muitas fases, pois isso reforça o fato de muitos dos amigos de Chief terem morrido antes do jogo começar.

### Aparência física

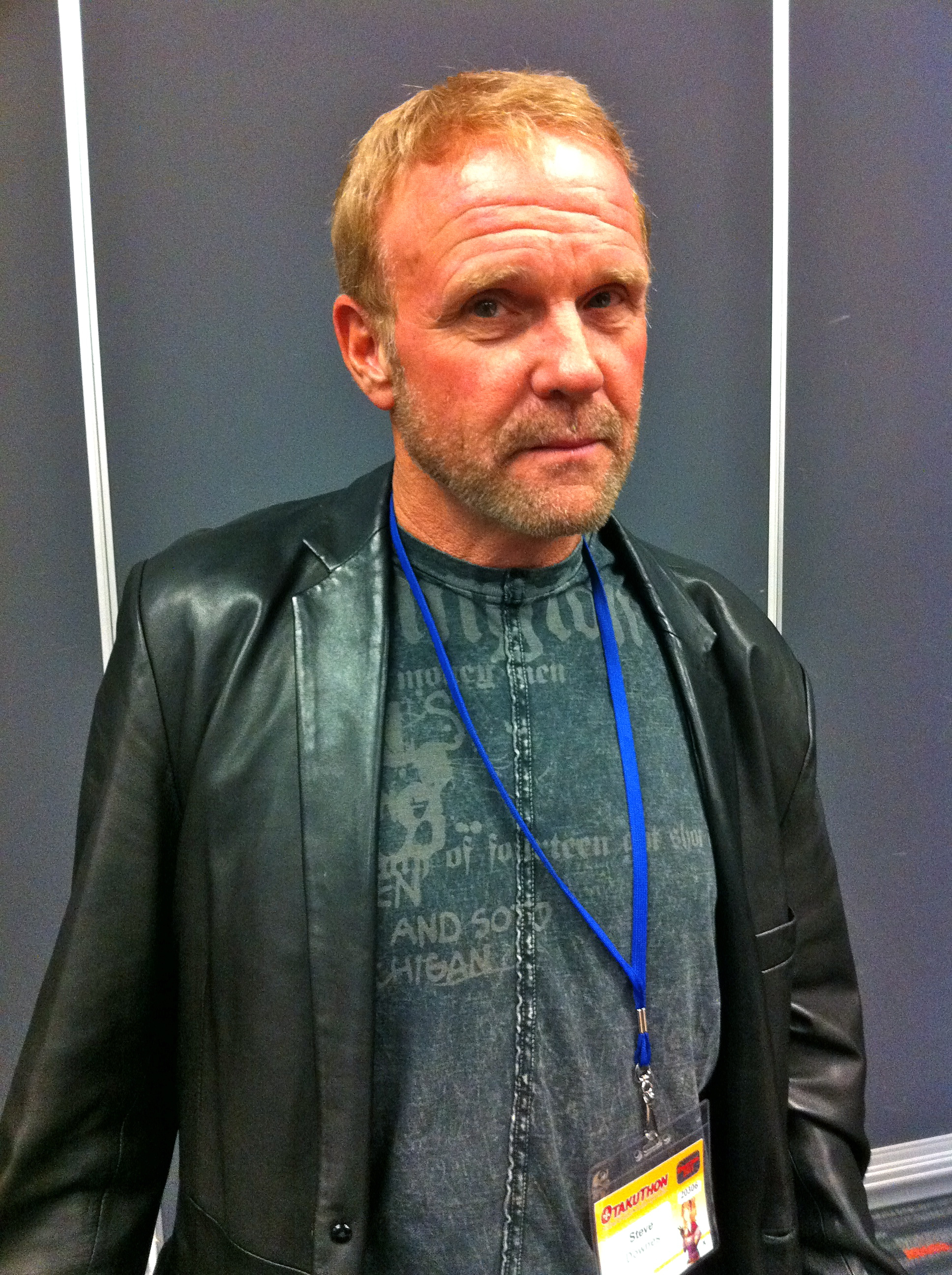
Steve Downes, dublador que interpreta Master Chief, na convenção Otakuthon, em Montreal, Quebec.

Nos jogos , Master Chief raramente é visto sem sua armadura. Mas, nessas ocasiões, o rosto dele nunca é revelado; por exemplo, no final de Halo: Combat Evolved, Chief tira seu capacete, mas um movimento de câmera esconde sua cabeça. A Bungie afirma que isso ajuda o jogador a assumir o papel do personagem completamente. No final de Halo 4, os olhos de Master Chief são brevemente mostrados quando ele tira seu capacete e sua armadura. Uma descrição física de Master Chief pode ser encontrada nos romances. Durante uma cena em Halo: The Flood, Chief é descrito como de feições fortes, alto, com cabelo curto e olhos sérios. Sua pele é "excessivamente branca", uma consequência de passar a maior parte de seu tempo na armadura. Na armadura, Master Chief tem cerca de 2,13 metros de altura e pesa 450 kg; sem ela, ele tem cerca de 2 metros de altura e pesa 130 kg.

## Aparições

### Halo: The Fall of Reach
O passado de Master Chief nunca é explicado nos jogos. Uma prequela de Halo: Combat Evolved, o romance de 2001 The Fall of Reach, revela parte da história do personagem e foi lançado como um complemento do jogo. Master Chief, cujo nome verdadeiro é John, nasceu em 2511 e, inicialmente, viveu com sua família na colônia humana do planeta Eridanus II. Grande para seus seis anos de idade, com aproximadamente 30 centímetros a mais do que seus colegas de escola, ele é descrito como um menino normal com cabelo castanho, sardas e um grande espaço entre seus dois dentes da frente. Em 2517, John e dezenas de crianças de sua idade são secretamente raptadas de suas casas e substituídas por clones para esconder os sequestros. As crianças são trazidas ao planeta Reach, um dos bastiões do UNSC, para começar intensos treinamentos físicos e psicológicos para se tornarem supersoldados "Spartan-II". A elas, são atribuídos números de identificação para substituir seus sobrenomes; John torna-se conhecido como John-117. Aproximadamente oito anos depois, John e as outras crianças são biológica e ciberneticamente aprimorados. Estes procedimentos têm riscos substanciais; apenas John e outros trinta e dois Spartans sobrevivem.
Após a primeira operação bem-sucedida dos Spartans, John-117 é informado da ameaça representada pelos Covenant, uma aliança teocrática de raças alienígenas, e testemunha a devastação causada por uma única nave. Em 2552, Chief e os Spartans retornam para Reach, onde o Alto Comando do UNSC elaborou um último plano para capturar um Alto Profeta Covenant, que eles esperavam usar para negociar uma trégua. A armadura de Master Chief é atualizada, e ele encontra-se pela primeira vez com a inteligência artificial (IA) Cortana durante uma missão de treinamento. Os Covenant chegam e invadem, apesar de todos os esforços dos Spartans e de outras forças do UNSC. A bordo da nave espacial Pillar of Autumn, Cortana traça um curso aleatório de fuga. Aparentemente sendo o último Spartan vivo, Master Chief entra em sono criogênico junto com a tripulação da Pillar of Autumn.

### Halo: Combat Evolved
Master Chief aparece nos jogos, inicialmente, como o protagonista de Halo: Combat Evolved, e, logo após, no romance de 2003, Halo: The Flood. Durante a abertura em vídeo de Halo: Combat Evolved, Chief é acordado de seu sono criogênico. Ao sair do slipspace, a Pillar of Autumn é atacada pelos Covenant e cai no Halo, uma megaestrutura em forma de anel. Master Chief escapa da nave por meio de uma cápsula de fuga. Após pousar no Halo, sua primeira tarefa é encontrar outros sobreviventes. Enquanto lutava contra os Covenant, Master Chief e Cortana descobrem que o Halo foi criado por uma raça antiga, os Forerunners, como uma última defesa contra uma raça de alienígenas parasita conhecida como Flood. Os Covenant acidentalmente soltam os Flood, que começam a se espalhar através do anel. A pedido da IA que morava no Halo 343 Guilty Spark, Master Chief toma posse do Índice, um dispositivo usado para ativar as defesas do Halo e eliminar os Flood. Entretanto, Guilty Spark não informa a Master Chief que, para fazer isso, o Halo destruiria toda a vida senciente em um grande raio, essencialmente fazendo os Flood morrerem de fome. Cortana intervém para evitar a ativação do Halo. Ela e Master Chief destroem-no detonando o núcleo do reator de fusão da Pillar of Autumn. Master Chief e Cortana fogem em uma nave espacial Longsword, acreditando que eram os únicos sobreviventes.

### First StrikeeHalo 2
Halo: First Strike, o romance de 2003 escrito por Eric Nylund, conta a história de Master Chief após os eventos de Halo: Combat Evolved e abre caminho para os eventos de Halo e Halo 2. Flutuando nos destroços do Halo, Cortana e Chief descobrem que há, de fato, outros humanos sobreviventes. Master Chief e estes soldados capturam a nave-almirante Covenant Ascendant Justice e retornam para Reach para salvar qualquer sobrevivente do UNSC no planeta. Em Reach, Master Chief descobre que os Covenant não destruíram a biosfera do planeta da maneira habitual, e que alguns outros Spartans sobreviveram. Chief resgata a doutora Catherine Halsey, o gênio por trás do Projeto SPARTAN-II, e seus companheiros soldados. Os Spartans, então, atacam uma grande estação de comando Covenant, a Unyielding Hierophant, o que atrasou um ataque Covenant à Terra.
Master Chief retorna como um dos dois personagens jogáveis em Halo 2, a sequência de Halo: Combat Evolved (2004). Retornando para a Terra com grandes danos em sua armadura, Master Chief recebe uma atualização. A bordo da Estação Cairo no espaço, ele assiste a uma breve cerimônia de premiação, que é interrompida por uma invasão Covenant. Master Chief recebe ordens para proteger a estação. Os Covenant são repelidos, e Master Chief junta-se à nave In Amber Clad para lutar contra os Covenant na superfície da Terra, em Nova Mombaça. Quando os Covenant se afastam por meio do slipspace, a In Amber Clad segue-os para a Instalação 05, outro Halo. Master Chief aterrissa no Halo e, subsequentemente, mata o Prophet of Regret. Emergindo de uma estrutura, Master Chief é atacado por forças Covenant orbitando, mas é resgatado por Gravemind, uma inteligência de origem Flood. Gravemind envia-o para High Charity para procurar pelo Índice Delta do Halo. Após, Master Chief sobe a bordo de uma nave Forerunner com destino traçado para a Terra, com a intenção de "terminar a luta".

### Halo 3
De volta à Terra, Master Chief ajuda a afastar forças Covenant hostis de Mombaça e Voi, no Quênia. Com o Arbiter (um Covenant Elite que ficou do lado dos humanos) e companheiros, Chief lidera o assalto a um artefato Forerunner que o Covenant Profeta da Verdade está tentando ativar. Logo após o Profeta escapar da Terra através de um portal slipspace aberto pelo artefato, os Flood chegam à Terra. Depois de ajudar a controlar a infestação, Master Chief segue o Profeta até a Arca, um mundo gigante construído a mais de 262 144 anos-luz do centro da Via Láctea, muito além do alcance de qualquer Halo. Lá, todos os Halos podem ser remotamente ativados, assim destruindo toda a vida senciente que poderia ser infestada pelos Flood. Descobre-se que um novo Halo está sendo construído para substituir aquele que foi destruído por Master Chief em Halo: Combat Evolved. Os Flood seguem Chief até a Ark (instalação 00), trazendo High Charity através de um portal slipspace para ficar fora do alcance dos seis Halos originais. Os Elites aliados e os humanos decidem ativar o novo Halo para matar os Flood fora da galáxia, preservando a vida lá. 343 Guilty Spark opõe-se à ativação prematura da instalação incompleta e tenta pará-la. Master Chief destrói-o, ativa o anel e foge com Cortana e o Arbiter na fragata do UNSC Forward Unto Dawn. Durante a fuga, o portal slipspace em colapso divide a nave em dois, deixando Cortana e Master Chief à deriva no espaço. Enquanto o Arbiter volta para a Terra, Cortana envia um sinal de socorro, sabendo que o resgate poderia demorar anos; Master Chief entra em sono criogênico, dizendo a Cortana: "Me acorde quando precisar de mim". Se o jogador terminar a última fase na dificuldade Lendário, uma cena mostra a metade da nave perto de um planeta desconhecido.

### Halo 4
Master Chief acorda da cápsula criogênica em que entrou no final de Halo 3 na nave Forward Unto Dawn. Os Covenant estão invadindo a nave e Master Chief luta para abrir caminho para escapar, então, a nave cai num planeta Forerunner. Chief sobrevive à queda e acorda dentro do mundo sem nenhum ferimento sério. Lá, enquanto luta contra uma IA de defesa que Cortana identifica como "Prometheans", ele encontra-se com Didact, um Forerunner antagônico que planeja usar um artefato Forerunner chamado The Composer para transformar a humanidade em dados digitais. Master Chief consegue frustrar seus planos colocando uma ogiva nuclear HAVOK dentro da nave de Didact e detoná-la, enquanto Cortana consegue protegê-lo com uma barreira antes de desaparecer, deixando Chief atormentado por perdê-la.

### Halo 5
"A paz é interrompida quando as colónias são atacadas inesperadamente. Quando o maior herói da galáxia desaparece, é pedido a Spartan Locke que localize Master Chief e resolva o mistério que ameaça toda a galáxia."

## Outras aparições
Master Chief apareceu ou foi referenciado diversas vezes em mídias não cânones. Ele é mencionado em várias ocasiões na paródia machinima baseada em Halo Red vs. Blue. No primeiro episódio da série, Grif, conversando com o colega de equipe Simmons, diz: "Eu me alistei para lutar contra alienígenas. A próxima coisa que eu sei é que Master Chief explode toda a frota Covenant, e eu fico no meio de lugar nenhum, lutando contra um bando de caras azuis." No vídeo de Halo exclusivo para o Zune intitulado Turn On, Tune In, Zune Out, Doc tem um quadro em seu programa de rádio chamado "Você não é Master Chief, e está tudo bem". A Team Ninja contatou a Bungie Studios e pediu para usar Master Chief em seu jogo de 2006 Dead or Alive 4. Apesar de Chief não ter sido usado por conta de restrições no enredo, o interesse da Bungie na ideia resultou no desenvolvimento da personagem Nicole (Spartan-458), que foi adicionada ao jogo de luta.
O marketing para Halo 3 focou-se fortemente no personagem Master Chief, incluindo um vídeo chamado The Museum – que mostra um soldado do UNSC que lutou na guerra contra os Covenant, já em idade avançada, afirmando que Chief foi a esperança para os que estavam no combate – e também no vídeo posterior Believe, como parte de uma série de anúncios para Halo 3 intituladas Acredite em um herói. O personagem aparece fora do mundo de Halo e trabalhos associados; uma versão medieval da armadura MJOLNIR, usada por Chief e outros Spartans, aparece em Fable II, usada pelo herói lendário chamado "Hal". A armadura de Hal aparece somente como conteúdo adicional.
O romance gráfico de Peter David, Helljumpers, contém um cameo de Master Chief "antes dele ser [Chief]". Master Chief aparece como um dos personagens principais na série limitada da Marvel Halo: Uprising, que liga os eventos de Halo 2 e Halo 3. Master Chief aparece em quatro episódios da coleção de animes de 2010 Halo Legends: The Package, Origins, Homecoming e Odd One Out.
Master Chief pode ser brevemente visto no final da campanha de Halo: Reach. Se o jogador mover o analógico direito no momento certo durante uma animação, o personagem pode ser visto em sua cápsula criogênica, pronto para ser acordado no começo de Combat Evolved.
Em 2008, Neill Blomkamp, diretor do filme cancelado de Halo, disse que a produção teria retratado Chief como "o personagem mais importante do elenco de coadjuvantes" por causa de sua natureza sem rosto. Em vez dele, "outros personagens ao redor dele [...] fariam a maior parte do trabalho emocional", com suas histórias explorando a forma como veem Chief.

## Influências e análises
O IGN percebeu em Master Chief elementos de Jon 6725416, um personagem do romance de Christopher Rowley Starhammer. O enredo é parecido na parte em que Jon Iehard (Jon 6725416) é um humano superior ajudado por uma hacker (Meg). Jon deve roubar uma nave espacial avançada (a Winston Churchill) para encontrar e usar uma arma de grande poder (a Starhammer) para derrotar um império alienígena opressor que vive sob um código de comportamento repressivo (os Laowon) para salvar a humanidade. A arma foi originalmente criada por uma cultura antiga sábia (os Wisdom Wishing) para destruir uma raça parasita (os Vang), que, sem o conhecimento dos Laowon e da humanidade, ainda estão vivos. As histórias diferem-se no ponto em que Jon é um ex-escravo e é desacreditado e odiado por quase todos os humanos que encontra (que pensam que ele é um animal de estimação manipulado), enquanto Master Chief (John 117) é reverenciado e respeitado por todos que o conhecem. O enredo também é diferente no ponto em que os humanos já são conquistados e controlados pelos sádicos Laowon, que querem erradicar toda a humanidade pelos crimes de apenas um humano.
Outros avaliadores afirmaram que o nome John-117 seria uma referência bíblica. João 1:17, na Bíblia, diz: "Pois a Lei foi dada por intermédio de Moisés; a graça e a verdade vieram por intermédio de Jesus Cristo." O versículo refere-se a como o Deus do Velho Testamento define regras e castigos, mas o Deus do Novo Testamento, pregado por Jesus, é um de misericórdia e perdão e que Jesus morreu para espalhar Sua mensagem. Esta, talvez, refira-se aos conceitos dos Profetas como fanáticos e de Master Chief como um salvador. João 11:7 diz: "Depois disse aos seus discípulos: 'Vamos voltar para a Judeia'." Jesus foi chamado para o funeral de Lázaro, que ele pretende trazer de volta à vida. Ele está em perigo, porque os fariseus querem apedrejá-lo por heresia. Ele vai, mesmo assim, porque acredita que sua fé o protegerá. Os versículos são similares ao enredo de Combat Evolved, em que Master Chief desafia uma força de fanáticos (os Covenant e seus Profetas) para ativar o ringworld Forerunner. A Bungie pode ter adotado algumas das referências num olhar profundo e espiritual sem pensar sobre seu significado teológico ou filosófico.
Michael Nitsche, do Instituto de Tecnologia da Geórgia, encontrou semelhanças com Gordon Freeman, o protagonista da série de tiro em primeira pessoa da Valve Corporation Half-Life: "[Ambos os personagens] são heróis independentes e, por vezes, solitários, que ganham admiração por provarem constantemente sua superioridade [...] em espaços impulsionados pela tecnologia, hostis e, por vezes, fechados".
Roger Travis, professor associado de clássicos na Universidade de Connecticut, comparou Master Chief ao herói épico Eneias, em que um personagem super-humano salva uma civilização derrotando inimigos poderosos em um ambiente de batalhas. O objetivo é fazer com que o público se identifique com o protagonista em ambas as histórias. Matthew Stover comparou Halo à Ilíada, afirmando que as duas histórias compartilham um tema metafísico de que "a guerra molda o personagem". Como uma ficção científica militar, Halo levanta a questão de ser um humano. Stover argumentou que, como os jogadores devem imaginar-se no papel de Master Chief, o personagem é corretamente apresentado como um ciborgue, nem como uma máquina sem falhas nem como um humano comum. Os jogadores seriam incapazes de empatizar com o primeiro, e o segundo seria desenvolvido de maneira muito específica. Esta imersão facilitou o uso do modo multijogador de Halo para manipulação de marionetes digitais (digital puppetry), como na machinima talk show This Spartan Life.

## Impacto cultural

### Produtos
A revista BusinessWeek citou Master Chief como um dos personagens de jogos eletrônicos que foram além de seus respectivos jogos, "ajudando-os a transcender a própria mídia no processo". Master Chief tem sido usado no marketing de uma grande variedade de produtos, de Slurpees da 7-Eleven a camisetas, controles de Xbox 360 e Mountain Dew.
Diversas action figures do personagem têm sido criadas para o mercado da série Halo; as mais recentes foram criadas pela McFarlane Toys. A One2One Collectibles produziu bustos de Master Chief na escala 1:2. Esses produtos foram considerados necessários para a série; Ed Ventura, diretor do marketing mundial para Xbox, afirmou que "nós queremos estar nos corações e nas mentes de nossos fãs tanto quanto pudermos".

### Recepção
Em um artigo da revista Time, Lev Grossman afirmou que Master Chief representa um "novo tipo de celebridade para um novo e profundamente estranho milênio" e é um símbolo da crescente legitimidade dos jogos eletrônicos como forma de arte. Asher Moses, do jornal The Sydney Morning Herald, descreveu Chief simplesmente como "icônico". As revistas Electronic Gaming Monthly e Empire afirmaram que Master Chief se tornou o símbolo de facto do Xbox e de uma nova geração de jogadores. O reconhecimento de Master Chief espalhou-se na cultura popular; o museu Madame Tussauds, localizado em Las Vegas, construiu uma escultura de cera de Chief. Na cerimônia, Pete Wentz, da banda Fall Out Boy, disse que "Master Chief é um herói hoje tanto quanto Homem-Aranha, Frodo e Luke Skywalker foram em gerações passadas". Downes apenas percebeu que seu personagem se tornou um grande sucesso depois de crianças terem pedido seu autógrafo, cerca de um ano depois do lançamento do primeiro jogo.
A reação a Master Chief como personagem é mista. Alguns avaliadores viram a natureza silenciosa do personagem como um ponto positivo; outros disseram que essa característica o deixa insuficientemente desenvolvido e inverossímil. Em 2007, o site UGO colocou Master Chief na oitava posição em sua lista de maiores heróis de todos os tempos, à frente de personagens como Samus Aran, Link e Gordon Freeman. Em 2009, o GameDaily listou o "tipo forte e silencioso" entre 25 arquétipos de jogos eletrônicos, usando Master Chief como exemplo. Master Chief também obteve a oitava posição na lista da Empire de maiores personagens dos jogos eletrônicos. Em 2009, o site GamesRadar incluiu-o entre os 25 melhores novos personagens da década de 2000. O UGO listou o capacete de Master Chief em 2011 na sua lista de capacetes e equipamentos para a cabeça mais legais nos jogos eletrônicos. Em 2012, o GamesRadar listou-o como o oitavo "mais memorável, influente e durão" protagonista nos jogos, comentando: "Chief não é o herói mais forte ou o mais astuto, e ele não é particularmente carismático, inteligente ou divertido. Mas, quando a civilização está em jogo e todas as outras opções foram esgotadas, Chief é o cara que vai ajudar." Em 2013, a revista Complex listou-o como o segundo maior soldado nos jogos eletrônicos.
Por outro lado, ao listar os dez personagens mais supervalorizados dos jogos eletrônicos, o IGN colocou Chief em primeiro lugar, afirmando que o apelo real dos jogos não eram seus protagonistas, mas o modo multijogador. Em outra lista, sobre os dez personagens de jogos eletrônicos que mais deveriam morrer, o IGN afirmou que a morte dramática de Chief poderia ser um dos eventos mais memoráveis dos jogos. O site Cheat Code Central colocou-o na lista de 2011 dos personagens mais supervalorizados dos jogos eletrônicos por ser "bastante sem graça".